# Заслуженный архитектор Республики Армения
Заслуженный архитектор Республики Армения (арм. Հայաստանի Հանրապետության վաստակավոր ճարտարապետ) — почётное звание Армении. Присваивается Президентом Республики Армения архитекторам, имеющим исключительные заслуги в развитии архитектуры за креативную деятельность в сфере градостроительства, активное участие в подготовке архитектурных кадров и создание получивших всенародное признание архитектурных комплексов, зданий и строений.